# Palmer (Tennessee)
Palmer – miasto w Stanach Zjednoczonych, w stanie Tennessee, w hrabstwie Grundy.